# Вільне (Пологівський район)
Ві́льне (Тіґенґоф, Ясинівка, №2) — село в Україні, у Розівській селищній громаді Пологівського району Запорізької області. Населення становить 214 осіб.
Село тимчасово окуповане російськими військами 24 лютого 2022 року в ході російсько-української війни.

## Географія
Село Вільне примикає до села Вишнювате, за 2,5 км знаходиться селище Зачатівка Хлібодарівської сільської громади Донецької області. Поруч проходять автомобільна дорога Т 0518 і залізниця, станція Зачатівська (за 2,5 км). Землі села межують із Маріупольським районом Донецької області.

## Історія
Село засноване у 1824 році переселенцями із Західної Пруссії (с. Тіґенґоф). Засновники — 27 сімей. Лютеранський приход Ґрюнау. Землі 1740 десятин. (1857; 29 подвір'їв і 3 безземельних сімей), 1465 десятин. Школа.
У 1925—1939 роках село перебувало у складі Люксембурзького німецького національного району Маріупольської округи (з 1932 року — Дніпропетровської області, з 1939 року — Запорізької області).
5 квітня 2018 року Вишнюватська сільська рада, в ході децентралізації, об'єднана з Розівською селищною громадою.
12 червня 2020 року, відповідно до розпорядження Кабінету Міністрів України № 713-р «Про визначення адміністративних центрів та затвердження територій територіальних громад Запорізької області», увійшло до складу Розівської селищної громади.
19 липня 2020 року, в результаті адміністративно-територіальної реформи та ліквідації Розівського району, село увійшло до складу Пологівського району.

## Населення
| Рік  | Кількість мешканців |
| ---- | ------------------- |
| 1859 | 405                 |
| 1885 | 824                 |
| 1897 | 390                 |
| 1905 | 466                 |
| 1908 | 680                 |
| 1911 | 535                 |
| 1918 | 543                 |
| 1922 | 484                 |